# Вернер Маркс
Вернер Маркс (нім. Werner Marcks; 17 липня 1896, Магдебург — 28 липня 1967, Ведель) — німецький воєначальник, генерал-лейтенант вермахту. Кавалер Лицарського хреста Залізного хреста з дубовим листям.

## Біографія
Учасник Першої світової війни. Після демобілізації армії залишений в рейхсвері, служив в кавалерії. З 1 квітня 1937 року — командир 19-го протитанкового дивізіону. Учасник Польської та Французької кампаній. З 1 жовтня 1940 року — командир 1-го батальйону 64-го стрілецького полку 16-ї танкової дивізії. Учасник Німецько-радянської війни. В грудні 1941 року переведений в Північну Африку, де очолив 155-й стрілецький полк. З 6 січня 1942 року — командир бойової групи «Маркс», з 9 лютого 1942 року — знову 155-го стрілецького полку. У вересні 1942 року важко поранений і евакуйований в Німеччину. 1 жовтня 1942 року переведений в штаб інспекції танкових військ. З 2 січня 1944 року — командир 1-ї танкової дивізії. 18 вересня 1944 року важко поранений. Після одужання 10 січня 1945 року очолив 21-шу танкову дивізію. 29 квітня 1945 року взятий в полон радянськими військами в Берліні. 16 червня 1950 року військовим трибуналом засуджений до 25 років таборів. 9 жовтня 1955 року переданий владі ФРН і звільнений.

## Звання
- Фанен-юнкер (1 серпня 1914)
- Лейтенант без патенту (14 липня 1915)
- Лейтенант (1 липня 1922)
- Оберлейтенант (1 квітня 1925)
- Ротмістр (1 лютого 1933)
- Гауптман (1 серпня 1934)
- Майор (1 жовтня 1936)
- Оберстлейтенант (1 грудня 1939)
- Оберст (1 березня 1942)
- Генерал-майор (1 січня 1944)
- Генерал-лейтенант (20 квітня 1945)

## Нагороди
- Залізний хрест
  - 2-го класу (28 травня 1915)
  - 1-го класу (22 лютого 1918)
- Орден Церінгенського лева, лицарський хрест 2-го класу з мечами
- Князівський орден дому Гогенцоллернів, почесний хрест 3-го класу з мечами
- Почесний хрест ветерана війни з мечами
- Медаль «За вислугу років у Вермахті» 4-го, 3-го, 2-го і 1-го класу (25 років)
- Пам'ятна військова медаль (Угорщина) з мечами
- Пам'ятна військова медаль (Австрія) з мечами
- Медаль за участь у Європейській війні (1915—1918) з мечами (Третє Болгарське царство)
- Застібка до Залізного хреста
  - 2-го класу (14 вересня 1939)
  - 1-го класу (16 жовтня 1939)
- Німецький хрест в золоті (11 грудня 1941)
- Лицарський хрест Залізного хреста з дубовим листям
  - лицарський хрест (2 лютого 1942)
  - дубове листя (№ 593; 21 вересня 1944)
- Медаль «За зимову кампанію на Сході 1941/42»
- Срібна медаль «За військову доблесть» (Італія)
- Нагрудний знак «За поранення» в сріблі